# Operation Overdrive Power Rangers
De Operation Overdrive Power Rangers zijn een fictief team van superhelden in de televisieserie Power Rangers: Operation Overdrive. Het team heeft als taak de vijf juwelen van de Corona Aurora te vinden.
Door DNA manipulatie beschikken ze elk over verhoogde kracht en intelligentie + individuele krachten. Al hun wapens en zords worden gefinancierd door de miljardair Andrew Hartford.

## Mack Hartford
Mackenzie Hartford, bijgenaamd Mack, is de Rode Ranger en de zoon van Andrew. Hij is de enige ranger die niet door Andrew zelf is uitgekozen, maar die geheel tegen zijn vaders bevelen bij het Operation Overdrive team is gekomen. Hij is enthousiast en avonturistisch, en wil zich koste wat het kost bewijzen. Hij houdt van avonturenromans en andere fantasieverhalen. Hij vat mislukkingen zwaar op. Hij heeft een goede band met Spencer, de butler van de Hartford familie. Aanvankelijk denkt hij dat zijn vader geen vertrouwen in hem heeft, maar later ontdekt hij dat zijn vader gewoon bezorgd over hem is.
In de aflevering “Things Not Said” werd een groot geheim over Mack onthuld: hij is geen mens maar een androïde. Andrew had namelijk door zijn drukke baan nooit de vrouw van zijn dromen gevonden, maar wilde wel graag een zoon. Daarom bouwde hij er een. Hoewel Mack er lichamelijk uitziet als een tiener/jonge volwassene, is hij eigenlijk nog maar twee jaar oud. Daarmee is hij in feite de jongste ranger ooit. Sinds deze ontdekking is Mack gestopt met Andrew zijn vader te noemen.
Omdat hij een androïde is, heeft Mack geen genetische kracht. Wel is hij bovenmenselijk sterk, maar dit komt doordat hij een Androïde is. Tevens is hij als androïde in staat het Sentinal Harnas te gebruiken; een wapen dat voor normale mensen te gevaarlijk zou zijn.
In de laatste aflevering offert Mack zich op om Flurious te verslaan. Naderhand gebruikt de Sentinal Knight de Corona Aurora om Mack weer tot leven te brengen, en hem hierbij in een mens te veranderen.
Mack wordt gespeeld door James MacLurcan.

## Will Aton
Will Aton is de Zwarte Ranger. Hij is een inbreker en huurling met een tas vol high-tech spullen. Hij grijpt iedere kans aan om te tonen hoe makkelijk hij beveiligingssystemen kan kraken. Hij is in feit een jongere versie van James Bond die de fijnere dingen in het leven waardeert. Hij hield eerst niet van teamwerk. In de aflevering “Ronny on Empty” bleek echter dat hij meer om zijn team was gaan geven, daar hij zijn leven riskeerde om Ronny te redden.
Wills vaardigheden als inbreker en spion zijn al vele keren onmisbaar gebleken voor het team.
In de loop van de serie ontwikkelde Will een grote rivaliteit met Kamdor, vooral omdat hij had geïnfiltreerd in Kamdors team en Kamdor het derde juweel had gestolen. In de aflevering Two Fallen Foes vochten de twee rivalen het uit, en vernietigde Will eigenhandig Kamdor.
Zijn genetische kracht is versterkt gehoor en gezichtsvermogen. Hij wordt gespeeld door Samuell Benta.

## Dax Lo
Dax Lo is de Blauwe Ranger. Hij is een filmstuntman, die echter ondergewaardeerd en genegeerd werd in de filmwereld. Hij houdt ervan om op te scheppen over zijn filmrollen, en houdt er niet van als anderen met de eer gaan strijken wanneer hij iets heeft gedaan. Hij had ooit een vriendin genaamd Mira, maar zij bleek de kwaadaardige Miratrix te zijn.
Hoewel hij weet dat een ranger zijn een serieuze taak is, droomt hij nog geregeld over een carrière als acteur. Tot aan de laatste aflevering; toen maakte hij bekend zijn acteerdroom op te geven en in plaats daarvan een regisseur te willen worden.
Zijn genetische kracht is bovenmenselijke wendbaarheid. Hij wordt gespeeld door Gareth Yuen.

## Ronny Robinson
Veronica Robinson, bijgenaamd Ronny, is de Gele Ranger. Ze is een raceautocoureur en kan zich als vrouw makkelijk staande houden in de door mannen geregeerde racewereld. Ze is vooral enthousiast over de overdrive machines. Ze is de primaire piloot van de SHARC, de Rangers jet. Spencer leerde haar later dat winnen niet altijd alles is.
Ronny wist Tyzonn te overtuigen bij het team te komen, en hem in te laten zien dat de dood van zijn vorige team niet zijn schuld was.
Haar genetische kracht is bovenmenselijke snelheid. Ze wordt gespeeld door Caitlin Murphy.

## Rose Ortiz
Rose Ortiz, soms ook wel Rosie genoemd, is de Roze Ranger. Ze is een genie van Mensa niveau met encyclopedische kennis over vrijwel elk onderwerp, van geografie t/m de apparatuur van het Overdrive team. Voordat ze bij het team kwam, werkte ze aan een universiteit in Londen. Ook schreef ze een rapport over geavanceerde nucleaire robotwetenschap, en volgde een jaar de studie “Oude Universele Legenden” aan de Harvard-universiteit.
Rose had niet echt een kindertijd daar ze veel klassen oversloeg en “snel moest opgroeien”. Op haar vierde leerde ze al hoe ze morsecode kon ontcijferen. Hierdoor dacht ze altijd dat ze niet speciaal of uniek was. Haar rangerwerk liet haar echter inzien dat dit wel het geval is.
Haar genetische kracht is die van onzichtbaarheid. Ze wordt gespeeld door Rhoda Montemayor.

## Tyzonn
Tyzonn is de Mercury Ranger. Hij is een alien die zijn lichaam kan veranderen in kwik. Hij was vroeger lid van een intergalactisch search and rescue team, maar zijn teamleden kwamen om door toedoen van de Fearcats. Tyzonn wilde wraak nemen en volgde de Fearcats naar de Aarde.
Op aarde werd Tyzonn aangevallen door Moltor, die hem in een draakachtig monster veranderde en pas terug wilde veranderen als hij hem gehoorzaam was. Hij keerde zich echter tegen Moltor en hielp de Rangers om Moltor te verslaan. De Rangers slaagden er later in Tyzonn zijn oude vorm terug te geven met een van de edelstenen van de Corona Aurora. Hierna sloot hij zich bij het team aan als de Mercury Ranger.
Tyzonn had moeite zich aan te passen aan het leven op aarde. Ook kostte het enige tijd voor hij inzag dat de dood van zijn oude team niet zijn fout was.
In de laatste aflevering werd hij herenigd met zijn geliefde, Vella.
Hij wordt gespeeld door Dwayne Cameron.